# 381
| [ Edytuj tabelę ] |                                                                          |
| Władca Guptów     | - 375 Ćandragupta II 414                                                 |
| Władca Korei      | - 371 Sosurim 384                                                        |
| Papież            | - 366 Damazy I 384                                                       |
| Król Persji       | - 379 Ardaszir II 383                                                    |
| Cesarz Rzymu      | - 375 Walentynian II 392 - 375 Gracjan 383 - 379 Teodozjusz I Wielki 395 |
| Król Wandalów     | - 359 Godigisel 406                                                      |

Rok 381 / CCCLXXXI
stulecia: III wiek ~
IV wiek ~
V wiek

lata: 371 «
376 «
377 «
378 «
379 «
380 «
381
» 382
» 383
» 384
» 385
» 386
» 391

## Wydarzenia
- 1 maja – w Konstantynopolu otwarty został II Sobór Ekumeniczny zwołany przez cesarza Teodozjusza Wielkiego, na którym rozwinięto Credo w odniesieniu do Ducha Świętego. Uznano, że wspólnie z Ojcem i Synem odbiera uwielbienie i chwałę[1] (Trójca Święta).
- 9 lipca – zakończył się Sobór konstantynopolitański I.
- Chrześcijaństwo zostało uznane za religię panującą; religie pogańskie prześladowane.
- Teodozjusz I Wielki powstrzymał Gotów na Wschodzie.

## Zmarli
- Atanaryk – naczelnik Terwingów, potocznie nazywany „królem”